# Пустиња Великог сланог језера
Пустиња Великог сланог језера (енгл. Great Salt Lake Desert), позната и као Западна пустиња (енгл. West Desert), је велико исушено језеро у северној Јути у Сједињеним Америчким Државама. западно од Великог сланог језера, између њега и границе са Невадом. Представља подрегион Великог басена,  и позната је по депозитима соли, укључујући и сланиште Боневил. Површина слане пустиње се константно смањује због одвожења соли из овог подручја. Геолози процјењују да је од 1960-их година па до данас одвежено око 55 милиона тона соли.

## Сланиште Боневил
Сланиште Боневил (енгл. Bonneville Salt Flats) је специфично по аутомобилским тркама које се овдје сваке године одржавају. Такмичари и гледаоци долазе их разних крајева свијета да би постигли нове рекорде у брзини. Боневиле слане равнице, према неким изворима, су једна од омиљених локација за снимање реклама, филмова и телевизијских емисија.